# Торре-ді-Мосто
Торре-ді-Мосто (італ. Torre di Mosto, вен. Tore de Mosto) — муніципалітет в Італії, у регіоні Венето, метрополійне місто Венеція.
Торре-ді-Мосто розташоване на відстані близько 430 км на північ від Рима, 45 км на північний схід від Венеції.
Населення — 4735 осіб (2014).
Щорічний фестиваль відбувається 11 листопада. Покровитель — святий Мартин Турський.

## Демографія
Населення за роками:

Станом на 1 січня 2023 року в муніципалітеті офіційно проживали 444 іноземці з 40 країн, серед них 125 громадян країн Євросоюзу та 40 громадян України.

## Сусідні муніципалітети
- Каорле
- Чеджа
- Чессальто
- Ераклеа
- Сан-Дона-ді-П'яве
- Сан-Стіно-ді-Лівенца